# Wayne Howard
Wayne Howard, né le 29 mars 1949 et mort le 9 décembre 2007, est un dessinateur de comics américain.

## Biographie
Wayne Howard naît le 29 mars 1949. Lors de ses études dans les années 1960 à l'université Wesleyenne de Middletown dans le Connecticut, il commence à dessiner dans des comics amateurs. En 1969, il intègre le studio de Wally Wood. Il dessine au début des années 1970 des histoires fantastiques pour DC Comics. En 1972, il rejoint Charlton Comics où, là encore, il dessine ou encre surtout des histoires fantastiques ou d'horreur. Il crée la série Midnight Tales pour laquelle il signe quelques scénarios bien que ce rôle soit le plus souvent tenu par Nick Cuti. Il travaille ensuite pour Marvel où son travail s'exerce encore souvent dans le domaine du fantastique mais où il aborde aussi les super-héros. Il dessine aussi pour Warren Publishing et pour Gold Key Comics. Son dernier travail effectué pour DC date de 1982. Il quitte alors le monde des comics. Il meurt le 9 décembre 2007 à Oxford dans le Connecticut.